# Claudin de Sermisy
Claudin de Sermisy (c. 1490 - 13 de octubre de 1562) fue un compositor francés del Renacimiento. Junto con Clément Janequin fue uno de los más famosos compositores de chansons populares en francés a principios del siglo XVI, además fue un destacado compositor de música sacra. Su música influyó y se vio influida por los estilos contemporáneos italianos.

## Biografía
Es muy probable que basándose en la similitud entre su apellido y la toponimia de ciertas regiones de Francia, Sermisy haya nacido en la región de Picardía, Borgoña, o Isla de Francia. Según Pierre Ronsard es probable que temprano en su vida Claudin haya estudiado con Josquin Desprez, aunque muchos musicólogos consideran esta teoría poco probable, en todo caso absorbió algunas de las ideas musicales de este compositor, ya que se interesó por su música. Es posible que Josquin se encontrara en la corte francesa entre 1501 y 1503, aunque esto nunca ha sido establecido con certeza, lo que hubiera permitido establecer una relación maestro-alumno; se desconoce el paradero de Sermisy antes de 1508, pero su presencia en la Capilla Real es ciertamente posible. En 1508 el joven Sermisy fue nombrado como cantante en la Capilla Real de Luis XII, donde también fue clérigo. Su fecha de nacimiento se infiere a partir de la fecha en que se incorporó a la capilla real, probablemente a los 18 años. En 1515 viajó a Italia con Francisco I, y en 1520 formó parte de las fiestas musicales organizadas por Francisco I y Enrique VIII de Inglaterra en el Campo de la Tela de Oro, dirigida por Jean Mouton, donde cantó. Probablemente haya escrito música allí. En 1532 también participó en la reunión entre los reyes de Boulogne, para lo cual escribió un motete ceremonial. 
En 1532 fue director musical de la Capilla Real, aún en época de Francisco I, que reinó hasta 1547. En este cargo debía enseñar y cuidar a los chicos del coro, así como encontrar y contratar a cantantes con talento. En 1533, además de su puesto en la Capilla Real, se convirtió en un ? de la Sainte-Chapelle, que le habría exigido a vivir en París. Adquirió una gran casa, lo suficientemente grande como para la vivienda de los refugiados en la iglesia de San Quintín cuando el español dejó su ciudad en 1559. En 1554 fue preboste en Ste Catherine en Troyes. Pocos datos biográficos se disponen sobre sus últimos años, pero parece haber sido un activo compositor hasta el final de su vida basándose en las fechas de publicación de las obras. Fue enterrado en la Sainte-Chapelle.

## Estilo musical

### Música sacra
Sermisy escribió mucha música vocal tanto de género religioso como secular. De su música sacra se han conservado íntegras 12 Misas, incluido un Réquiem, así como unos 100 motetes, algunos Magnificats y un conjunto de Lamentaciones. A diferencia de muchos de los compositores franceses de música sacra contemporáneos, no hay pruebas de que mostrara algún tipo de simpatía hacia los hugonotes; por lo menos aparentemente, continuó siendo fiel al catolicismo toda su vida. 
Su interés por el género sacro fue aumentando constantemente a lo largo de su vida, que corresponde a una disminución de interés en las formas seculares, como se puede comprobar por las fechas de publicación. Mientras que el estilo polifónico prevalece entre los compositores de su época, con imitación generalizada tal y como está tipificada en la música de Mouton y Gombert, es significativo que tendiera a evitar este estilo, prefiriendo texturas más claras y frases cortas: más similar al estilo homofónico que usó anteriormente para escribir canciones. Además la textura varía en sus composiciones por la alternancia de pasajes contrapuntísiticos con homofónicos. 
Sermisy escribió uno de los pocos ejemplos polifónicos de Pasión en francés de ese período, sobre el Evangelio de San Mateo, música simple en comparación con sus misas y motetes, en la que se esforzó por dar al texto toda la claridad y facilidad de comprensión posible.

### Chansons
Su mejor contribución a la literatura musical la realizó con la producción de chansons, de las cuales se conservan aproximadamente 175. Son similares a las de Janequin, aunque menos programáticas; en estas obras su estilo también ha sido descrito como más elegante y pulido que el de otros compositores de la misma época. Normalmente las canciones de Sermisy son acórdicas y silábicas, buscando huir de la más ostentosa polifonía de compositores de los Países Bajos, que luchan por la ligereza y la gracia. A Sermisy le gustaba la repetición rápida de notas, la textura que aporta luminosidad y los aires de danza. Otro rasgo de estilo en muchas de las canciones de Sermisy es la figura rítmica largo-corto-corto (negra-corchea-corchea o blanca-negra-negra), figura rítmica que se convertiría en característica de la canzona a finales de siglo. 
Sermisy eligió generalmente textos de poetas contemporáneos, tales como Clément Marot (en el conjunto de su obra adapta más versos de Marot que cualquier otro compositor). Los típicos temas de sus canciones fueron el amor no correspondido, la naturaleza o los placeres de la bebida. En varias de sus canciones trata el asunto del infortunio de una joven mujer por estar unida a un poco atractivo y poco viril anciano, circunstancia y sentimiento bastante comunes en aquella época.
La mayoría de sus canciones son para cuatro voces, a pesar de que escribió algunas de ellas al principio de su carrera para tres voces. La influencia de la frottola italiana es evidente, y él mismo influyó a su vez en composiciones de músicos italianos, ya que sus obras fueron reimpresas en numerosas ocasiones tanto en Francia como en otras partes de Europa. 

### Listado de obras
Chansons
- Au joly boys
- Aupres de vous secretement (two parts)
- C'est une dure departie
- Changeons propos, c'est trop chante d'amours
- Content desir, qui cause ma douleur
- En entrant en ung jardin (publ. 1529)
- Languir me fais
- Si mon malheur my continue
- Si vous m'aimez
- Tant que vivray (publ. 1527)
- Tu disais que j'en mourrais
- Vignon, vignon, vignon, vignette
- Vive la serpe

Motetes
- Aspice, Domine

## Influencia
Sermisy fue conocido en toda Europa occidental, debido a las impresiones de su música que se encuentran en Italia, España, Portugal, Inglaterra y en otros lugares. Rabelais lo mencionó en Gargantúa y Pantagruel (libro 4) junto con varios otros compositores contemporáneos. La obra de Sermisy se transcribió numerosas veces para distintos instrumentos, entre ellos violas y laúd, así como de órganos y otros instrumentos de teclado, por intérpretes o ejecutantes de Italia, Alemania y Polonia, además de Francia. 
Aunque Sermisy fue católico, muchas de sus canciones fueron utilizados como material de base por músicos protestantes de la próxima generación: incluso una canción coral luterana (Was mein Gott will, das g'scheh allzeit) se basa en una canción de Sermisy (Il me suffit de tous mes maulx).